# Inmarsat-4 F3
O Inmarsat-4 F3 é um satélite de comunicação geoestacionário construído pela Astrium. Ele está localizado na posição orbital de 98 graus de longitude oeste e é operado pela Inmarsat. O satélite foi baseado na plataforma Eurostar-3000GM e sua expectativa de vida útil é de quinze anos.

## Lançamento
O satélite foi lançado com sucesso ao espaço no dia 18 de agosto de 2008 às 22h43 UTC, por meio de um veículo Proton-M/Briz-M a partir do Cosmódromo de Baikonur, no Cazaquistão. Ele tinha uma massa de lançamento de 5 960 quilogramas.

## Capacidade
O Inmarsat-4 F3 é equipado com 228 pontos estreitos, 19 pontos largos e um feixe mundial para suportar a nova Rede Global de Banda Larga (B-GAN) para soluções de internet e vídeo sob demanda, videoconferência, fax, e-mail, telefone e acesso LAN de alta velocidade.